# Józef Nowakowski
Józef Nowakowski (Radomsk, 16 de setembre de 1800 - Varsòvia, 27 d'agost de 1865) fou un pianista polonès, compositor i mestre.
Estudià en el Conservatori de Varsòvia, i després d'haver-se donat a conèixer avantatjada-ment al seu país com a pianista, el 1833 va emprendre una gira per Alemanya, França i Itàlia, i al seu retorn fou nomenat professor de piano de l'Institut Alexandre de Varsòvia. El 1838, 1841 i 1846 feu noves gires artístiques, assolint la reputació d'un notable concertista.
Entre les seves composicions destaquen dues Misses a quatre veus, altres fragments religiosos, dues simfonies i quatre obertures, poloneses, 12 estudis per a piano dedicats a Chopin, balades, romances i un Mèthode per a piano.